# Bœrsch
Bœrsch (en alsacià Bersch) és un municipi francès, situat a la regió del Gran Est, al departament del Baix Rin. L'any 2006 tenia 2.499 habitants. Limita amb Bischoffsheim, Grendelbruch, Ottrott, Rosheim i Obernai.
Forma part del cantó de Molsheim, del districte de Molsheim i de la Comunitat de comunes de les Portes de Rosheim.

## Demografia
| 1962  | 1968  | 1975  | 1982  | 1990  | 1999  | 2021  |
| ----- | ----- | ----- | ----- | ----- | ----- | ----- |
| 1.136 | 1.154 | 1.407 | 1.663 | 1.899 | 2.107 | 2.412 |

## Administració
| Període | Identitat      | Partit |
| ------- | -------------- | ------ |
| 2001-   | Philippe Meyer | UMP    |

## Personatges il·lustres
- Carl Georg Müller autor de teatre, que va viure a la vila
- Charles Müller, periodista
- Charles Spindler, pintor i dibuixant.